# Kadeření tvarovaných přízí
Kadeření  (angl.: crimp, něm.: Kräuselung)  je zvlnění tvarovaných filamentových přízí.
Účinky kadeření se posuzují nejčastěji tzv. kontrakcí a stabilitou zkadeření. Ke zjišťování se používají (vedle jiných, podobných procedur) následující metody (viz Pospíšil):
Kontrakce kadeření (KK) neboli stupeň kadeření se vyjadřuje procentem srážení podle vzorce:
KK = {\displaystyle \left({\frac {a-b}{a}}\right)100}
a – délka napjatého filamentu (98 N/tex) 
b – délka napjatého filamentu po 30 minutách namáčení ve vodě s teplotou 60 °C
U přízí tvarovaných nepravým zákrutem se hodnotí kontrakce tj. roztažnost příze následovně:
- 35–50 % vysoká
- 25–35 % střední
- pod 25 % nízká

Stabilita zkadeření se vyjadřuje poměrem stupňů zkadeření před a po určitém standardizovaném zatížení příze podle vzorce
S  = {\displaystyle \left({\frac {lp-ln}{lp}}\right)100}
lp – délka napjatého filamentu před zatížením
ln – délka filamentu po zatížení
Standardní zatížení: 30 min. vyvářka, 20 hodin sušení a 1 min. napařování.
Stabilita zkadeření se pohybuje např. u polyesterových přízí tvarovaných nepravým zákrutem v rozmezí 80 a 90 %.